# Südweststadion
El Südweststadion es un estadio de uso múltiple ubicado en la ciudad de Ludwigshafen de Renania-Palatinado en Alemania.

## Historia
El estadio fue inaugurado el 11 de noviembre de 1950 tras cuatro años de construcción luego de que el estadio anterior fuera destruido por el bombardeo de las Fuerzas Aliadas durante la Segunda Guerra Mundial. Contaba con capacidad para más de 43000 espectadores y en su momento fue considerado como uno de los estadios más modernos de Alemania Federal, siendo sede de partidos importantes de fútbol como dos finales de la Copa de Alemania, cuatro partidos de Alemania Federal, así como la final del campeonato nacional en 1952; y también fue considerada como una posible sede del mundial de Alemania 1974, pero prefirieron elegir a la ciudad de Frankfurt en su lugar.
El estadio también ha sido sede de conciertos de Elton John, Peter Maffay, Metallica, Iron Maiden, Eros Ramazzotti, Bon Jovi, Herbert Grönemeyer, Bruce Springsteen y Depeche Mode. El 30 de agosto de 1992 Michael Jackson hizo una parada en el estadio como parte de su gira Dangerous World Tour y tras su remodelación en 2007 la capacidad del estadio bajó hasta 6100.

## Anfitriones
El estadio ha sido sede de cuatro equipos a lo largo de su historia:

### FC Arminia 03
El equipo FC Arminia 03 Ludwigshafen lo utilizó como sede en la mayoría de sus partidos de local entre 1952 y 1979. En 1979 el club se mudó a una nueva sede. Desde 2013 el equipo usa el estadio ocasionalmente.

### SV Waldhof Mannheim
Cuando SV Waldhof Mannheim logra el ascenso a la Bundesliga en 1983, el club lo utilizó como su casa entre 1983 y 1989 debido a que su sede original no cumplía con las normas de seguridad por la DFB. El club de la ciudad vecina de Mannheim jugó 102 partidos en el estadio y retornó a su viejo estadio en 1989 tras descender de la Bundesliga.

### FSV Oggersheim
En 2005 el FSV Oggersheim comenzó a utilizar el estadio. Tras ascender a la Regionalliga en 2007, el estadio fue renovado parcialmente. El Municipio de Ludwigshafen invirtió 1,5 € millones para modernizarlo. Una gran parte del estadio fue clausurada por razones de seguridad. El FSV Oggersheim dejó de utilizarlo en 2009.

### 1. FC Kaiserslautern
En su momento por su gran capacidad de aficionados, el 1. FC Kaiserslautern jugó varios partidos en el entre los años 1950 y años 1960. En la temporada 1978-79 1. FC Kaiserslautern jugó los últimos dos partidos de la temporada para regresar al Fritz-Walter-Stadion luego de su remodelación.

## Partidos Importantes

### Campeonato Nacional
En 1952 el estadio fue la sede de la primera final del Campeonato de Alemania Federal.
- 22 de junio de 1952: VfB Stuttgart - 1. FC Saarbrücken 3:2

### Finales de la Copa de Alemania
El estadio ha sido sede de dos finales de la Copa de Alemania:
- 17 de abril de 1954: VfB Stuttgart - 1. FC Köln 1:0
- 9 de junio de 1968: 1. FC Köln - VfL Bochum 4:1

### Partidos internacionales
Alemania Federal utilizó el estadio para cuatro partidos amistosos.
| N.º | Fecha                   | Partido                           | Resultado | Espectadores |
| --- | ----------------------- | --------------------------------- | --------- | ------------ |
| 1.  | 21 de diciembre de 1952 | Alemania Federal - Yugoslavia     | 3-2       | 70 000       |
| 2.  | 27 de abril de 1960     | Alemania Federal - Portugal       | 2-1       | 41 383       |
| 3.  | 29 de abril de 1964     | Alemania Federal - Checoslovaquia | 3-4       | 41 383       |
| 4.  | 1 de junio de 1966      | Alemania Federal - Rumania        | 1-0       | 41 383       |